# Stonybrook
Stonybrook es un lugar designado por el censo ubicado en el condado de York en el estado estadounidense de Pensilvania. En el Censo de 2010 tenía una población de 2384 habitantes y una densidad poblacional de 572,43 personas por km².

## Geografía
Stonybrook se encuentra ubicado en las coordenadas 39°58′48″N 76°37′54″O / 39.98000, -76.63167. Según la Oficina del Censo de los Estados Unidos, Stonybrook tiene una superficie total de 4.16 km², de la cual 4.16 km² corresponden a tierra firme y (0%) 0 km² es agua.

## Demografía
Según el censo de 2010, había 2384 personas residiendo en Stonybrook. La densidad de población era de 572,43 hab./km². De los 2384 habitantes, Stonybrook estaba compuesto por el 89.22% blancos, el 4.49% eran afroamericanos, el 0.04% eran amerindios, el 3.48% eran asiáticos, el 0% eran isleños del Pacífico, el 1.38% eran de otras razas y el 1.38% pertenecían a dos o más razas. Del total de la población el 2.6% eran hispanos o latinos de cualquier raza.